# Iglesia de San Miguel (Moror)
San Miguel de Moror es la iglesia parroquial, románica, del pueblo de Moror, del término municipal de San Esteban de la Sarga, en el Pallars Jussá de la provincia de Lérida. Fue construida entre los siglos XI y XII, posteriormente modificada.
En la baja Edad Media, a partir del 1279, se tienen datos de esta iglesia, si bien por sus detalles constructivos, se puede ver claramente que es anterior a su primera documentación. El edificio ha sufrido muchas modificaciones, a lo largo de los siglos, pero se puede apreciar bien su origen románico.
Es de una sola nave, cubierta con bóveda de cañón, con la nave dividida en cuatro tramos gracias al refuerzo de tres arcos torales, cada uno de ellos con sus pilastras. El ábside es semicircular, y la existencia de un retablo no permite ver cómo está unido el ábside con la nave. Debajo del ábside hay una cripta, que contiene restos de las pinturas murales originales de la iglesia.
La puerta es el sur, y a poniente hay restos de otra puerta, que abría hacia dentro de la iglesia, que debía comunicarla con otras dependencias situadas en una torre de ángulo que hay en ese lugar. Una sola ventana de dobles derrame se abre en el todo el templo, en la cripta .
El aparato es del siglo XII, de sillería pequeño dispuesto de forma muy regular, con hiladas que alternan el derecho y el través, formando primitivas figuras decorativas.
Aparte de los restos de pinturas románicas de la cripta, en el Museo Nacional de Arte de Cataluña se conserva un Cristo de bronce, de los siglos XII-XIII.
Cerca del pueblo están los restos de otra iglesia también dedicada a San Miguel.